# Fulco de Aunou
Fulco de Aunou, también Fulk de Alneio y Foulk d'Aunou (m. 1082), apodado «el Halcón» por su feudo de Aunou-le-Faucon en Normandía. El cronista Wace le cita como Cil ki ert Sire d'Alnou (Sire de Alnei). Según Orderico Vital fue el segundo hijo de Baldric de Beaugency, y primer referente de la familia de Aunou. Proporcionó cuarenta barcos para la invasión de Inglaterra siguiendo a Guillermo el Bastardo, y fue uno de los dos o tres hijos de Baldric que estuvieron presentes en la batalla de Hastings. Su descendencia estuvo presente en Normandía hasta 1586, pero no dejó rastro en Inglaterra.

## Herencia
Casado con Beatrix Le Goz (c. 992-1014), hija de Ansfrid II le Goz. Fruto de esa relación nació Fulco II de Aunou (c. 1066-1165), uno de los grandes magnates de Normandía durante el reinado de Enrique I de Inglaterra.